# Мароки (Торино)
Мароки је насеље у Италији у округу Торино, региону Пијемонт.
Према процени из 2011. у насељу је живело 1175 становника. Насеље се налази на надморској висини од 245 м.